# 短寿命気候汚染物質
短寿命気候汚染物質（たんじゅみょうきこうおせんぶっしつ、英: Short-Lived Climate Pollutants: SLCPs）は、大気中での寿命が数日から数十年と比較的短く、気候に強力な温暖化の影響を与える物質。

## 解説
主な短寿命気候汚染物質は、ブラックカーボン、メタン、対流圏オゾンであり、これらはCO2に次いで温室効果を人為的に増大させる最も重要な要因である。これらの短寿命気候汚染物質は危険な大気汚染物質でもあり、人間の健康、農業、生態系にさまざまな悪影響を及ぼす。その他の短寿命気候汚染物質には、一部のハイドロフルオロカーボン（HFC）が含まれる。HFCsは現在大気中に少量しか存在しないが、気候強制力への寄与は、2050年までに世界のCO2排出量の19%にまで上昇すると予測されている。
ブラックカーボンは、すすの主成分であり、化石燃料やバイオマスの不完全燃焼によって生成される。ディーゼル車やトラック、船舶、家庭用ストーブ、森林火災、農業用野焼き、一部の工業施設など、様々な発生源から排出される。CO2の460 - 1500倍の温暖化作用がある。その寿命は数日から数週間である。氷や雪に堆積すると、ブラックカーボンは大気の温暖化と融解速度の増加を引き起こす。また、雲の形成にも影響を与え、地域循環や降雨パターンにも影響を与える。さらに、ブラックカーボンは人間の健康にも影響を与える。ブラックカーボンは、世界的に早死にの主な環境原因となっている大気汚染の粒子状物質の主成分である。
メタン（CH4）は、CO2の20倍以上の温室効果ガスであり、大気寿命は約12年である。自然のプロセス（動植物の排泄物の分解など）によって生成されるが、炭鉱、天然ガス、石油システム、埋立地など、多くの人工的な発生源からも排出される。メタンは気候系に直接影響を及ぼすだけでなく、特に対流圏オゾンの前駆体としての役割を通じて、人間の健康や生態系に間接的な影響を及ぼす。
HFCは、空調、冷凍、溶剤、発泡剤、エアゾールなどに使用される人工の温室効果ガスである。HFCの多くは、大気中に15年未満しか残留しない。現在の温室効果ガス全体に占める割合はわずか（1%未満）だが、温暖化への影響は特に強く、このまま放置すれば、2050年までに気候汚染の20%近くをHFCが占める可能性がある。
対流圏または地上レベルのオゾン（O3）は、大気の最下部（地上10-15 kmまで）に存在するオゾンである。オゾンは、人為的な温室効果の増大の大部分を担っており、その寿命は数日から数週間である。オゾンは直接放出されるのではなく、オゾン前駆物質と呼ばれる他の物質、特にメタン（CH4）、一酸化炭素（CO）、非メタン揮発性有機化合物（NMVOC）、窒素酸化物（NOx）が太陽光によって酸化されることによって生成される。対流圏オゾンは有害な汚染物質であり、人間の健康や植物に有害な影響を及ぼし、農作物の収量を大きく減少させる原因となっている。

## SLCP緩和がもたらす可能性のある結果

### 健康
SLCPを削減するための行動には、複数の利益を達成する可能性がある。例えば、毎年600万人以上の人々が屋内外の大気汚染によって早死にしている。短寿命気候汚染物質がその主な原因である。先進的な調理用コンロやクリーン燃料の普及など、短寿命気候汚染物質に対する迅速な行動は、毎年200万人以上の早死を防ぐ可能性がある。

### 農業
メタンと黒色炭素を削減すれば、農作物の大損失を防ぐこともできる。対流圏オゾン暴露による現在の世界の相対収量損失は、小麦で7 - 12%、大豆で6 - 16%、稲で3 - 4%、トウモロコシで3 - 5%である。さらに、ブラックカーボンは雲の形成に影響し、植物の成長に影響を与える光合成に悪影響を及ぼす。埋立地ガスの回収や炭鉱からのメタン回収などを通じて、短寿命気候汚染物質を迅速に削減すれば、年間3,000万トン以上の農作物の損失を回避できる可能性がある。

### 気候
SLCPsを削減すれば、2050年までに予想される温 暖化を約0.4 - 0.5℃遅らせることができ、ベースライン・ シナリオと比較して、予測される短期的な温暖化をほぼ半減 させることができる。しかし、これは、短寿命と長寿命の気候変動 要因を同時に削減する場合に適用される。長寿命の 排出量、特にCO2を削減せずに短寿命の気候変動要 因を削減しても、数十年以上の温暖化量を実質的に削減する ことはできない。したがって、長期的な気候変動の緩和は、長寿命の気候変動要因の排出削減を短寿命の気候変動要因の削減で置き換えることができないことを意味する。これは、排出量取引や排出量集約に基づく目標の枠組みにおけるリスクであり、ある排出源のある量を削減することは、別の排出源の別の量を削減することと等価であることを意味する。
SLCP削減は、雪や氷に覆われた高緯度地域など、多くの脆弱な地域において、気候への恩恵を高める可能性が高く、また、従来の降雨パターンの地域的な混乱を軽減する可能性も高い。
現在、HFCが温室効果ガス全体に占める割合は小さいが、その温暖化への影響は特に強く、その排出量を削減しなければ、今後30年間で20倍近く増加すると予測されている。最も一般的に使用されているHFCはHFC-134aで、二酸化炭素の1,430倍も気候システムに悪影響を与える。
HFCの排出量は、モントリオール議定書による気候変動の恩恵の多くを相殺する可能性がある。HFC排出量は、2050年には約3.5-8.8 Gt-CO2eqに増加すると予測されており、これは、年間約6-7 Gtと推定される現在の輸送からの年間総排出量に匹敵する。多くのセクターにおいて、高GWP HFCを回避または代替できるオプションがあり、また排出量を削減する方法もある。